# ويليام فورسيث
ويليام فورسيث هو عداء مراثوني كندي، ولد في 20 يناير 1891، وتوفي في 1 يوليو 1939.

## وصلات خارجية
- ويليام فورسيث على موقع أوليمبيديا (الإنجليزية)